# Abbaye de Corvey
 (février 2016).
Si vous disposez d'ouvrages ou d'articles de référence ou si vous connaissez des sites web de qualité traitant du thème abordé ici, merci de compléter l'article en donnant les références utiles à sa vérifiabilité et en les liant à la section « Notes et références ».
L’abbaye de Corvey (également Corvei, Korvei, Korvey ; lat.: Corbeia Nova, ne pas confondre avec Corbeia antiqua (Corbeia gallica) ; moyen bas-allemand: Corveyge (XVe siècle)) est un ancien monastère bénédictin situé sur la Weser dans le land allemand de Rhénanie-du-Nord-Westphalie à 2 km au nord-est de Höxter, fondé vers 822 par l'empereur Louis le Pieux, fils de Charlemagne, et Adalhard, abbé de Corbie en Picardie, d'où il tire son nom. Corvey était un important monastère carolingien et possédait l'une des bibliothèques les plus précieuses du pays. L'abbaye a donné de nombreux évêques.
Aux IXe et Xe siècles, l'abbaye devient un centre culturel, intellectuel et économique de la région saxonne. Après une période de crise, Corvey devint un monastère réformé au XIe siècle. Plus tard, sous le nom de « Abbaye impériale et princière de Corvey », un territoire lui est octroyé mais celui-ci perd de son importance à la fin du Moyen Âge. En tant qu'abbaye princière, Corvey appartenait au cercle impérial du Bas-Rhin-Westphalien au début de la période moderne. L'abbé avait son propre droit de vote dans le conseil impérial des princes.
Pendant la guerre de Trente Ans, l'abbaye a été gravement endommagée. À partir de la fin du XVIIe siècle, cependant, les bâtiments de l'église et du monastère ont été reconstruits dans le style baroque. Dans la période qui suivit, l'abbaye perdit de son importance et de son attrait. En 1792, le monastère est transformé en principauté épiscopale à sa propre demande. Dès 1803, l'indépendance territoriale est abolie par le Recès d'Empire, mais le diocèse subsiste jusqu'en 1825. En 1820, Corvey entre en possession du Landgrave Viktor Amadeus von Hessen-Rotenburg. Il légue ses possessions non hessoises Corvey et Ratibor à son neveu Victor, le prince héréditaire de la maison de Hohenlohe-Schillingsfürst. Lorsqu'il atteignit sa majorité en 1840, Victor accepta le titre de duc de Ratibor et prince de Corvey, renonçant à ses prétentions à l'héritage du Hohenlohe-Schillingsfürst. Corvey est resté propriété de la famille depuis.
Les  fresques du IXe siècle de l'ouvrage ouest, créations de l'art carolingienne occidental, sont d'une importance historique architecturale. L'ancienne église abbatiale est un monument de l'art baroque. Dans le cimetière à côté de l'église se trouve la tombe de l'auteur de l'hymne national allemand, Hoffmann von Fallersleben. À l'intérieur du palais, on peut visiter la salle impériale, les salons ducaux et la bibliothèque princière riche d'environ 74 000 volumes.
En juin 2014, l'UNESCO a décerné à l'ouvrage ouest de l'Église catholique et à la Civitas Corvey le statut de site du patrimoine mondial. Dans le château actuel, le duc, en collaboration avec la ville et le quartier, a aménagé un musée avec un programme d'animations culturelles avec des concerts et des expositions.

## Histoire

### Fondation

Plan de l'abbaye

Après avoir conquis la Saxe, Charlemagne décida de promouvoir le christianisme dans la région nouvellement conquise en fondant un monastère impérial. La mise en œuvre des plans fut retardée par son décès. Les demi-frères Adalhard, abbé de Corbie (Corbeia Aurea) sur la Somme, et Wala, cousin de Charlemagne, fondèrent Nova Corbeia (nouvelle Corbie), le premier monastère du pays des Saxons à Hethis, avec l'approbation de Louis le Pieux en 815 ou 816,.
Cependant, Hethis s'avéra inapte à la vie monastique en raison de la stérilité de ses terres. Les moines ne pouvaient se procurer suffisamment de nourriture et de vêtements et dépendaient des approvisionnements du monastère mère. Malgré ces difficultés matérielles, la vie monastique s'épanouit à Nova Corbeia. L'école du couvent entama ses activités et les élèves de l'abbaye observèrent et appliquèrent fidèlement les règles de la vie monastique. Mais le besoin devenant trop grand, la communauté des moines dut se séparer et se répartir en trois prieurés différents. Dans ce contexte, le prévôt Adelbert commença à réfléchir à un changement d'emplacement. Les moines furent surpris d'apprendre qu'Adalhard l'Ancien avait été rappelé de son exil par Louis le Pieux et pouvait reprendre ses fonctions. Il organisa une importante expédition d'aide et demanda à l'empereur la permission de chercher un endroit plus approprié.
Dans ce contexte, le couvent déplaça son siège en 822 sur le site de l'actuel château de Corvey. Le monastère fut construit à la jonction du Hellweg avec la rive ouest de la Weser et était alors un peu à l'est de la cour royale de Huxori (plus tard Höxter). Dans le cadre du déménagement, les moines du monastère de Fulda agrandirent d'environ la moitié la taille de l'abbaye. Dans le même temps, avec le soutien impérial de Corbie, le monastère accéda formellement à l'indépendance. Cependant, il fut géré en union personnelle avec le monastère mère jusqu'en 826.
En 823, l'empereur accorda à Corvey le statut d'abbaye royale et fit don des reliques de Saint Étienne. Dans le même temps, le monastère mère de Corvey confirma la propriété de tous les biens de Corbie en Saxe. Le monastère obtint également l'immunité et la protection royale ainsi que l'élection libre des abbés.
Pour avoir pris le parti des princes révoltés contre leur père, l'empereur Louis, Hilduin de Saint-Denis fut banni et dut rejoindre l'abbaye de Corvey où il fut enfermé sur ordre de l'empereur. Ce fait démontre les liens étroits entre les monastères et la royauté qui existaient déjà à cette époque. En réalité, l'abbé de Corvey, Varin, le reçut généreusement ; en retour, en 836, Hilduin lui remit des reliques de Saint Vit, qui feront par la suite l'objet d'une vénération à Corvey. Cela fit de Vitus le saint tribal des Saxons. Dédiée aux importants saints Étienne et Vit, Corvey devint la destination de nombreux pèlerins. L'un des ouvrages les plus importants de l'histoire primitive de Corvey, la Translatio sancti Viti martyris, rend compte du transfert des reliques.
En plus du monastère voisin de Herford, Corvey est devenu un centre des premières missions d'évangélisation en Scandinavie. En 823, le monastère mère envoya Anschaire (plus tard évêque de Hambourg-Brême) à Corvey en tant que professeur et prédicateur. Grâce à Anschaire, Corvey fut impliqué dans les premières tentatives d'évangélisation en Scandinavie.
Corvey s'écarta de la Regula Benedicti sur un point : elle n'acceptait pas les moines des classes inférieures. Les frères furent tous issus de la haute noblesse de Franconie et de Saxe.
Le monastère se développa aux IXe et Xe siècles jusqu'à devenir un des centres culturels les plus importants d'Europe du Nord. Un des cinq sacramentaires de Fulda y a été réalisé. Il est conservé aujourd'hui à la Bayerische Staatsbibliothek de Munich.

### Corvey - Apogée culturel

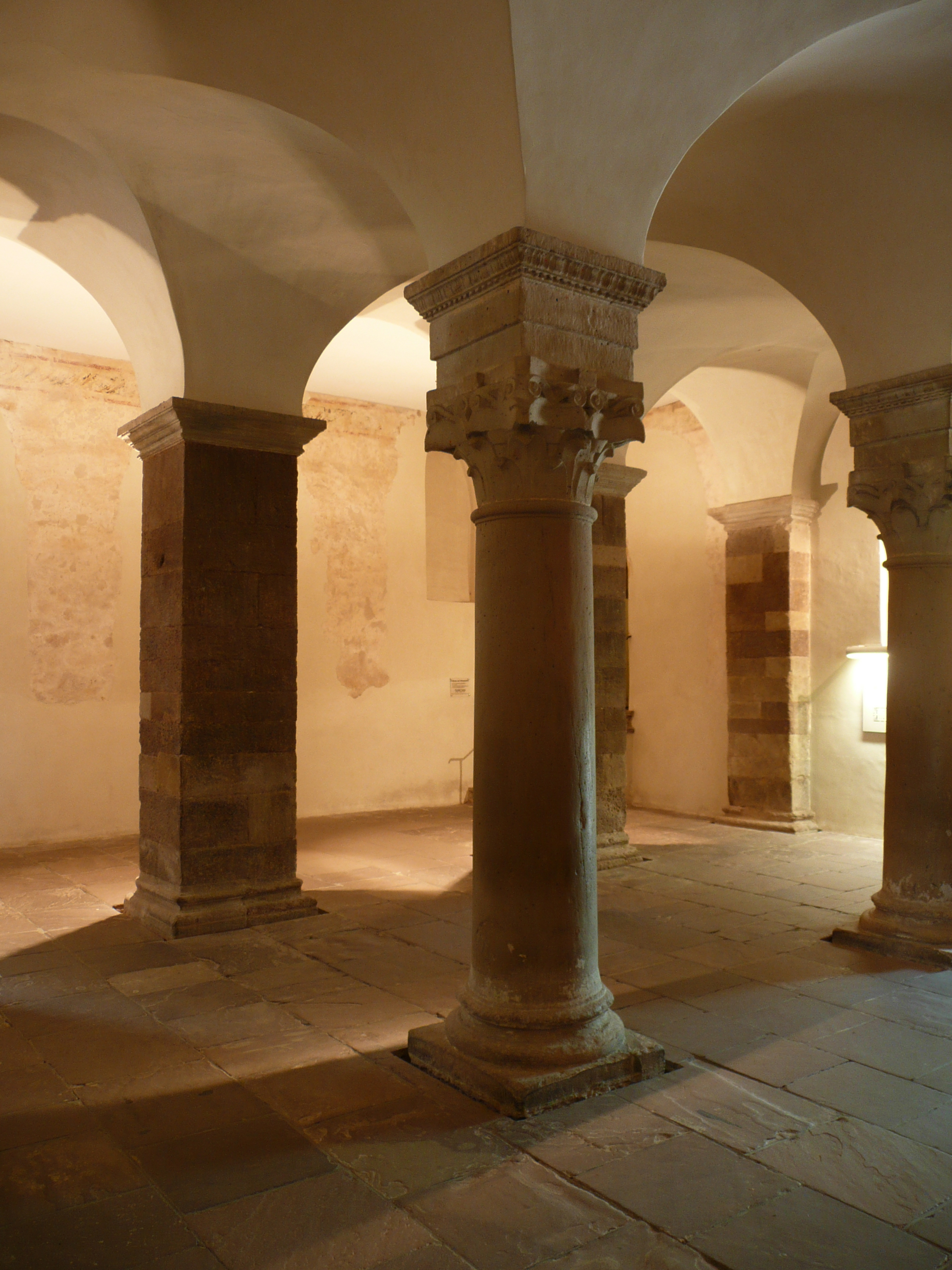
Intérieur du massif occidental

Aux IXe et Xe siècles, Corvey est devenu l'un des centres de la culture chrétienne en Europe du Nord-Ouest. Les débuts de la bibliothèque du monastère, dont les livres ont été dispersés lors de la sécularisation, ont été le fait de Louis le Pieux. Les lois saxonnes de Charlemagne, les cinq premiers livres des Annales de l'historien romain Tacite et les écrits de l'écrivain et philosophe romain Cicéron ont survécu jusqu'à nos jours. Le monastère est devenu l'un des vecteurs les plus importants de la culture franconienne occidentale en Saxe. Le point culminant de cette phase se situe entre 879 et 916, au temps des abbés Bovo I et Bovo II. Outre les abbés, il faut également mentionner le poète Agius, qui travailla à Corvey, et l'historien Poeta Saxo. Divers Vitae et les Annales Corbeienses ont été créés dans le monastère. Bovo II a rédigé un commentaire sur Boëthius. Deux moines de Corvey ont écrit le manuscrit Heliand, qui se trouve maintenant à Munich  La forme de liturgie pratiquée à Corvey, avec les offices monastiques, avait un rayonnement important. La grande importance du monastère à cette époque est qu'en plus de l'évêque Anschaire, ses quatre successeurs à Hambourg et à Brême viennent de Corvey. Au total, 23 évêques sont issus de ce monastère au cours des quatre premiers siècles de son existence.
La basilique à trois nefs fut commencée en 830 et consacrée en 844. De 873 à 885 le massif occidental (Ouvrage ouest) fut ajouté sur le modèle de la chapelle palatine d'Aix-la-Chapelle. C'était l'un des plus grands bâtiments du nord de l'Allemagne à l'époque. Il constitue aujourd'hui non seulement la plus ancienne construction monumentale de Westphalie et un vénérable sanctuaire régional, mais encore le plus ancien ouvrage architectural de ce type qui ait subsisté en Occident. Les fresques du IXe siècle qu'on peut y admirer comportent des motifs anciens tirés de l’Odyssée. La façade de type « massif occidental » est réputée être l'exemple le plus ancien encore debout de cette particularité carolingienne.
Le roi Arnulf a visité la nouvelle église en 889 et l'abbé Bovo I a présenté le monastère comme une fondation commémorative pour la famille royale carolingienne. Après la mort de Louis IV l'Enfant et la fin des Carolingiens de Francie orientale en 911, Corvey est resté un monastère important dans la région saxonne. Depuis la première visite de Conrad Ier en 913, Corvey a souvent servi de monastère-palais, par exemple dans les années 940, 987 et six fois sous le seul règne d'Henri II. Jusqu'en 1203, 23 visites de rois sont documentées. Cependant, le nombre de visites était probablement encore plus élevé. Les visites des rois témoignent de la réputation de Corvey, mais elles mettent également à rude épreuve l'économie du monastère
Au Xe siècle, les relations avec la culture de Francie occidentale prirent fin. Les relations spirituelles et intellectuelles furent restreintes à la région saxonne. Bovo III est considéré comme l'un des principaux représentants de la renaissance ottonienne. De plus, le chroniqueur Widukind von Corvey y travailla entre 942 et 973, créant entre autres son Histoire des Saxons.
Sous l'abbé Wibald de Stavelot (1146-1158), l'ouvrage occidental reçut sa forme actuelle et l'abbaye obtint son immédiateté impériale. Elle put aussi se constituer un petit domaine de 5 km2 jouxtant celui du prince-évêque de Paderborn, dans le diocèse duquel elle était située. En 1500 Corvey fut annexée au cercle impérial de Basse-Rhénanie-Westphalie.

### Monastère réformé
Au fil du temps, la discipline monastique déclina. L'époque en tant que monastère réformé commença avec l'empereur Henri II. En 1015, sous l'influence de Meinwerk, l'évêque de Paderborn, celui-ci dépose l'abbé Walo et installe Druthmar à sa place. Druthmar venait du monastère de Lorsch et était lié au mouvement de réforme de Gorze. Malgré une forte résistance, il put faire passer les changements mais la plupart des moines quittèrent le monastère. Seuls neuf frères restèrent dans l'abbaye. En conséquence, il dut faire venir d'autres abbés de Lorsch ou d'Echternach.
À l'époque de l'abbé Markward (1082 - 1107), Corvey s'orienta en partie sur la réforme Hirsau. Cependant, il y avait des différences significatives. Alors que dans les monastères de la réforme Hirsau, l'évêque local remettait le bâton d'évêque à l'abbé nouvellement élu, à Corvey, l'abbé élu le prenait lui-même sur l'autel. Il n'y avait aucune subordination à la réforme Hirsau. Au lieu de cela, il y eut un accord de confraternité entre les deux monastères. En plus des impulsions émanant d'Annon II, comme la fondation du monastère de Grafschaft, Corvey devint un centre de réforme monastique dans la région de Westphalie. Dans la période qui suivit, elle devint elle-même une force de réforme et envoya des moines et des abbés dans six autres monastères de Saxe. Corvey a également contribué au renouvellement monastique de divers couvents au cours de cette période. À l'époque de Markward, 86 moines entrèrent dans le monastère alors qu'au cours des 25 années précédentes, il n'y eut que 22 nouveaux moines.
Une innovation au cours du mouvement de réforme ecclésiastique fut la formation de confréries laïques. Ces confréries sont nées à Corvey à l'époque de Markward et d'Erkenbert dans divers endroits où le monastère détenait des biens et autres droits. La première fut l'église Vitus à Goslar . De la période comprise entre 1081 et 1138, les noms de 1 350 membres sont connus. Les confréries avaient leurs propres statuts et se rassemblaient pour manger ensemble, soutenir les pauvres et commémorer les morts. Des droits d'entrée étaient versés au profit du monastère. Les moines, pour leur part, commémoraient les morts des confréries dans leurs offices. Mais les confréries priaient aussi pour les moines. D'un point de vue séculier, surtout dans les temps incertains de la Querelle des Investitures, les confréries étaient un pilier important du monastère.

### Corvey entre l'empereur et le pape
Le mouvement réformateur s'accompagne d'un éloignement progressif de la maison royale salienne et d'un virage vers le camp de Grégoire VII. À l'époque de Warin II, le monastère était encore un lieu de négociations entre les partisans d'Henri IV et ses adversaires saxons, mais par la suite devint rapidement un centre pour les grégoriens.
En 1118, le monastère accueillit Théoger de Metz. Après avoir été élu évêque de Metz par le parti de la réforme ecclésiastique, il fut ordonné évêque à Corvey par le cardinal légat Kuno von Urach, avec la participation de nombreux autres notables grégoriens. Le nouvel évêque exerça directement sa fonction ecclésiastique en consacrant l'église Saint-Georges à Corvey, un autel de Saint-André et la crypte de l'église du monastère.
Le transfert temporaire de propriété de Corvey à Adalbert de Brême, décrété par l'empereur en 1065, s'inscrit dans le cadre de la querelle des investitures. Les dîmes paroissiales du diocèse d'Osnabrück sont alors perdues. Avec le soutien des vassaux de Corvey et des troupes impériales, l'abbé Marquard fut expulsé de force en 1102 par l'abbé Günther von Hersfeld, qui était un partisan d'Henri IV, et la communauté monastique fut dissoute. Mais un an plus tard, Günther mourut, ce qui fut considéré comme un signe divin. Marquard put reprendre ses fonctions. Après sa mort et contrairement au droit à l'élection libre de l'abbé, Henri V nomma l'abbé Erkenbert. Les conséquences furent un rapprochement de Corvey avec la famille royale et Erkenbert suivit l'empereur en Hongrie en 1108 et à Rome en 1110/11.
La conservation des moyens matériels du monastère était déjà un sujet de préoccupation à cette époque. À cet effet, Erkenbert fit dresser une liste de biens. Dans le même temps, des conflits avec les serviteurs et les baillis du monastère commencèrent. Après la chute d'Henri le Lion, à partir de 1180, les comtes de Schwalenberg devinrent provisoirement baillis du monastère.
À partir des années 1130, la discipline monastique recommença à décliner. Corvey connut un dernier âge d'or sous Wibald de Stavelot (1146-1158). Pendant son gouvernement, l'ouvrage ouest fut étendu à sa forme actuelle avec les deux tours, les droits patrimoniaux aliénés furent réaffirmés et il prit des mesures contre les seigneurs brigands et les attaques des ministériels. La discipline monastique fut également raffermie. Le monastère devint si riche qu'il commanda un certain nombre de manuscrits précieux, dont le Liber vitae.
Le Liber vitae pourrait provenir du monastère de Helmarshausen. Il contient les noms de tous les moines et abbés de Corvey depuis la fondation jusqu'à la création de l'ouvrage. À cela s'ajoutent les listes de noms de 76 communautés spirituelles associées à Corvey (confraternité de prière). Ce livre est l'un des manuscrits les plus importants des archives de l'État à Münster. Ces informations montrent que Corvey était associé à des communautés de différentes obédiences.

### Fin de Moyen Âge et déclin
Après la mort de Wibald, Corvey perdit rapidement de son importance et de son rôle dans l'Empire et dans la curie romaine. Le monastère avait encore une importance politique à l'époque de l'abbé Widukind (1189-1203). Mais les abbés suivants et un incendie en 1242 ont contribué à l'endettement et à son déclin économique. Les relations avec Rome s'envenimèrent par la politique anti-romaine des abbés Dietmar II von Stockhausen (1206-1216) et Hermann I von Holte (1223-1254). Du milieu du XIIIe siècle jusqu'à la fin de la période de la Maison de Hohenstaufen, Corvey ne joua plus de rôle majeur face aux évêques de Paderborn et de Münster et face aux archevêques de Cologne, qui, en tant que ducs de Westphalie, avaient également des intérêts matériels dans la région.
Sous les Hohenstaufen, avec le déplacement du pouvoir royal vers le sud de l'Allemagne et avec l'affaiblissement du royaume dans son ensemble, Corvey perdit largement la protection du roi. Les abbés réagirent en créant un territoire le plus clos possible. Ce faisant, ils entrèrent inévitablement en conflit avec leurs voisins immédiats : entre autres, les évêques de Paderborn, les ducs de Brunswick et de Lunebourg, les landgraves de Hesse et les archevêques de Cologne. Cela conduisit les abbés à négliger leurs devoirs spirituels et à préférer construire des châteaux, comme s'en plaignait une chronique dès 1189. Ces fortifications comprenaient Brunsburg, le château de Landegge, Kugelsburg, Wildburg et le château de Lichtenfels.
Au cours de la prétendue dispute de la dîme d'Osnabrück et bien que depuis 1220 Corvey fût une abbaye impériale "princière", elle perdit les dîmes et la plupart des revenus de sa propriété dans le diocèse d'Osnabrück. Dans la région du comté de Waldeck, Corvey perdit des possessions au profit des comtes et de l'archevêché de Cologne. Le Solling, acquis en 1198, fut également perdu.
En fin de compte, seule la zone autour de Corvey resta dans sa possession. Le territoire du monastère fut réduit à environ 275 km2 (environ la superficie de la ville actuelle de Höxter et des villages environnants). Vers la fin de l'Ancien Empire, environ 10 000 personnes y vivaient. Ce territoire était bordé à l'est par la Weser, à l'ouest et au sud par le territoire du prince évêque de Paderborn, dans le diocèse auquel il appartenait. En plus de la ville de Höxter, le territoire comprenait 16 villages.
La phase de faiblesse économique, politique et intellectuelle et culturelle a perduré tout le long de la fin du Moyen Âge. Les abbés des XIVe et XVe siècles étaient pour la plupart insignifiants et parfois indignes. Au XVe siècle, le monastère avait atteint le niveau le plus bas de son histoire.

### Début desTemps modernes

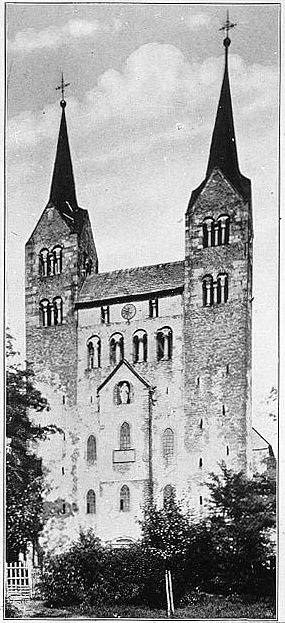
Le massif occidental de l'abbatiale

En 1500, au cours de la réforme impériale, Corvey rejoignit le Cercle du Bas-Rhin-Westphalie et devint ainsi territoire du Saint Empire romain germanique. L'abbé de Corvey avait personnellement un siège et un droit de vote au Conseil impérial des princes de la Diète d'Empire et n'y était pas simplement représenté collectivement comme la plupart des autres abbés directement liés à l'Empire. Le registre impérial stipule que vers 1522, Corvey devait fournir deux cavaliers, neuf fantassins et 120 florins pour l'armée impériale. Les langues parlées dans le territoire de Corvey étaient l'allemand, le bas-allemand et le latin.
Vers 1500 également, sous l'abbé Franz von Ketteler, avec le rattachement à la Congrégation de Bursfelde, un renouveau intérieur commença, avec la sécurisation des ressources matérielles. Cependant, à partir de 1533, la Réforme pénétra le territoire de Corvey et les abbés ne réussirent pas à empêcher son implantation permanente à Höxter, Amelunxen et Bruchhausen. Cela affaiblit grandement la position de l'abbé. À l'époque de l'abbé Dietrich von Beringhausen, vers 1590, les premières tentatives de Contre-Réforme commencèrent, mais celles-ci eurent d'abord peu de succès. Au contraire, le monastère menaçait de se tourner temporairement vers la Réforme. L'intervention de la Congrégation de Bursfelde y mit fin. Entre 1585 et 1616, les flèches et les toits de l'ouvrage ouest furent rénovés et l'étage supérieur fut équipé de trois autels. La Contre-Réforme fut en grande partie achevée sur le territoire du monastère en 1624, à l'exception de la ville de Höxter.
Pendant la guerre de Trente Ans, le monastère a été gravement endommagé. Le "grand incendie du monastère" de 1635, provoqué par les troupes protestantes en maraude (Brunswick, Brandebourg, Suède), détruisit une grande partie de la bibliothèque du monastère. À cela s'ajoutèrent l'occupation militaire et des contributions élevées.
Corvey était au bord de l'effondrement lorsque l'évêque Christoph Bernhard von Galen devint administrateur en 1665 après que les moines se furent abstenus d'élire un abbé parmi leurs propres rangs. Il fit don de l'église abbatiale baroque et fit revivre le monastère en rétablissant un couvent pour nobles. L'autorité souveraine sur Höxter fut également rétablie. Après une certaine stabilisation de la vie monastique, l'abbé fut de nouveau élu dans les rangs du couvent.
À l'exception de sa partie ouest, l'église du monastère délabrée fut remplacée à partir de 1667 par un nouvel intérieur d'église gothique avec un mobilier baroque. En particulier, l'abbé Florenz von dem Felde (1696-1714) fit reconstruire le complexe du monastère dans le style baroque entre 1699 et 1756. L'état du château de Corvey est resté presque inchangé jusqu'à aujourd'hui. Des inscriptions, entre autres, sur des monuments honorant Charlemagne et Louis le Pieux directement à l'entrée principale du monastère indiquaient clairement que Corvey se considérait désormais comme le centre de la Contre-Réforme. L'abbé exprima ses prétentions princières dans la magnifique salle impériale. L'abbé Maximilian von Horrich (1714–1721) joua un rôle déterminant dans la reconstruction de la bibliothèque.
Comme de la fondation dépendaient alors quelque 12 000 habitants, qui lui donnaient un revenu annuel d'environ 100 000 thalers, elle tenta de se libérer de la dépendance de l'évêque de Paderborn. Elle y était fortement poussée parce qu'elle était menacée de disparaître : en 1786 le chapitre ne comptait plus que 13 membres du fait qu'il acceptait seulement les nobles et que les candidats faisaient défaut : une abbaye en déclin n'attirait pas et l'on préférait briguer un évêché.
Aux XVIIe et XVIIIe siècles, l'accent a été mis sur l'histoire de l'abbaye. Cependant, les historiens de l'époque, appelés plus tard « historiens du mensonge », ont parfois inventé ou falsifié des sources. Au XIXe siècle encore, cela a conduit à diverses erreurs historiques, notamment chez Paul Wigand, archiviste et historien.

### Évêché de Corvey et sécularisation
L'abbaye impériale, qui a toujours cherché à s'affranchir de sa dépendance vis-à-vis de l'archidiocèse de Paderborn, avait un revenu d'environ 100 000 thalers en 1804 et comptait environ 12 000 habitants à cette époque. Vers la fin du XVIIIe siècle, étant donné que Corvey n'accordait l'admission qu'aux nobles et qu'il n'y avait pratiquement plus aucun candidat, le monastère menaçait de fermer (en 1786, celui-ci ne comptait que 13 membres). Pour éviter sa perte, la tentative a été faite de l'élever au rang d’évêché.
Dans un premier temps, l'élévation au rang d'abbaye territoriale fut réalisée en 1779, c'est-à-dire que les habitants du territoire de Corvey, dont l'abbé était déjà souverain, n'étaient désormais plus dépendants de la juridiction de l'évêque de Paderborn mais subordonnés à l'abbé. Cependant, l'évêque de Paderborn détenait toujours le pouvoir de consécration épiscopale. En présence de l'abbé, le chapitre décida que la messe, qui se déroulait toujours suivant le rite bénédictin, ne devait pas être altérée après une sécularisation de l'abbaye, ce qui impliquait un déroulement toujours sévère de la journée conventuelle. Pour la célébration des messes, on fit appel à des élèves du séminaire, ouvert en 1786, puisque la plupart des moines étaient trop vieux pour supporter la durée entière de la cérémonie. En même temps, le nombre des futurs chanoines était fixé à douze et leurs prébendes à 500 thalers. On réforma aussi en grande partie la vita communis et on supprima la clôture.
En 1788, l'abbaye soumit finalement sa demande de sécularisation au pape Pie VI. Il supprima le monastère en 1792, éleva le prince-abbé Johann Karl Theodor von Brabeck au rang de prince-évêque et, bien qu'il ne comprenne que dix paroisses, fit de la région de l'abbaye un diocèse. Le prieur de l'abbaye devint doyen du chapitre, les moines devinrent chanoines (capitulaires), dont Ferdinand von Lüninck (de), qui avait été fortement impliqué dans la procédure de conversion. Simultanément, l'église abbatiale devint cathédrale et obtint six vicaires. Les vêtements et les droits furent adaptés à ceux des autres chapitres des cathédrales allemandes. En 1794, la charte fut délivrée par l'empereur et le nouvel évêché, qui ne comprenait que le domaine de l'ancienne abbaye impériale, fut placé sous le diocèse de Mayence. À Johann Karl Theodor von Brabeck succéda en 1794 Ferdinand von Lüninck (de) en tant que prince-évêque. Un peu plus tard, en 1803, la principauté de Corvey elle-même fut supprimée par sécularisation, mais le titre relevé par héritage par la famille de Hohenlohe-Schillingsfürst. L'évêché de Corvey se maintint jusqu'à la mort de Ferdinand de Lüninck en 1825.

### Fin de souveraineté
Déjà, en 1803, l'évêché princier de Corvey fut aboli par le recès de la Diète d'Empire. Le territoire fût rattaché à la Principauté de Nassau-Orange-Fulde de Guillaume V. Le nouveau souverain orangien devait payer des pensions à l'évêque et aux chanoines. C'est ainsi que l'évêque recevait 20 000 florins par an. Le prince était également autorisé à utiliser le jardin du château. Dans le cadre de leur pension, l'évêque, mais aussi d'autres serviteurs de l'église tels que l'organiste de la cathédrale, le pasteur ou l'aumônier de la cour, conservaient un droit de résidence à vie à Corvey.
En 1807, Corvey fit partie du royaume napoléonien de Westphalie. Cependant, Corvey étant une dotation impériale, à part le château et le parc, seuls quelques biens lui appartenaient. De plus, l'ancien monopole de l'eau-de-vie étant aboli, ses revenus étaient inférieurs à ceux du passé. Corvey devint ensuite domaine royal prussien en 1815. Cependant, l'évêché de Corvey exista jusqu'à la mort de Ferdinand von Lüninck en 1825 puis fut incorporé au diocèse de Paderborn.
Le landgrave Victor-Amédée de Hesse-Rheinfels-Rotenbourg, qui avait droit à une indemnisation à la suite du congrès de Vienne, reçut Corvey du roi de Prusse en 1820, ainsi que le duché de Ratibor. Par le testament de 1825, c'est le neveu du landgrave, le prince héréditaire Victor zu Hohenlohe-Schillingsfürst, qui hérite de ces territoires non hessois. Le landgrave mourut en 1834 et le prince héréditaire Victor, lorsqu'il atteignit sa majorité en 1840, accepta le titre de duc de Ratibor et de prince de Corvey, renonçant ainsi à ses droits d'héritage sur le Schillingsfürst.

### Corvey propriété privée
À la grande satisfaction de la population, le duc Victor I s'installa à Rauden près de Ratibor en novembre 1840. C'était devenu sa résidence permanente et il ne séjournait que rarement à Corvey. Ce n'est qu'à partir de 1844, peu avant son projet de mariage, que l'appartement princier de l'aile ouest du château de Corvey fut réaménagé. Le 19 avril 1845, le duc Victor épousa la princesse Amélie, fille du prince Charles-Egon II de Fürstenberg.
Victor I duc de Ratibor a eu un rôle politique de premier plan dans le royaume de Prusse. En 1877, il est élu président de la Chambre des seigneurs de Prusse. Plus tard, en tant que membre du Conseil d'État prussien, il était responsable des affaires étrangères. Son engagement culturel est particulièrement évident dans l'intérêt qu'il porta pour la bibliothèque princière de Corvey et pour diverses autres activités à Berlin, en Silésie et en Westphalie. Il passa ses dernières années à Rauden, où il mourut le 30 janvier 1893.
Après la mort de son père, le prince héréditaire Victor II (1847-1923) devint duc et prince de Corvey. Il épouse la comtesse Marie Breunner-Enkevoirth en 1877. En 1894, celle-ci hérite des domaines de Basse-Autriche de Grafenegg, Neuaigen et Asparn, qui - avec Corvey - appartiennent encore à la famille aujourd'hui. Comme son père, le duc Victor II a exercé des fonctions politiques dans le royaume de Prusse. Le duc Victor III (1879-1945) reprit l'administration de la maison ducale de son père en 1923. En 1945, la famille dut quitter sa résidence de Rauden et s'enfuir à Corvey. Leurs possessions silésiennes avec 34 000 hectares de forêt furent cédées à la Pologne.
Le duc Victor III. décéda à Corvey en 1945. L'administration fut reprise par son fils Franz-Albrecht Metternich-Sándor, qui s'installa à Neuaigen (Basse-Autriche). Depuis 1945, l'administration générale des possessions ducales ratiboriennes est à Corvey.
De l'automne 1944 au printemps 1945, les membres du groupe de travail d'Hitler pour la reconstruction des villes endommagées par les bombes ont utilisé Corvey comme quartier annexe. Albert Speer, en coopération avec son collègue Rudolf Wolters, a chargé le personnel d'élaborer des plans et des modèles pour la capitale mondiale rêvée d'Hitler : Germania. Des documents à ce sujet ont été présentés au château de Corvey pendant l'exposition de 1997 : "Monumente des Größenwahns. Architektur des Nationalsozialismus im Schloss Corvey.“ Ceux-ci montraient environ 150 photos de plans et maquettes, extraites de quelque 800 photos, redécouvertes immédiatement après la guerre par le seigneur du château, mais qui les avait cachées au public. Seul l'ancien archiviste de la ville de Höxter et directeur adjoint du musée Höxter-Corvey a pu convaincre le propriétaire de leur importance en 1996.
Après la fin de la Seconde Guerre mondiale, d'importants travaux de rénovation furent effectués sur les bâtiments et les installations. Toits, façades, fenêtres et portes ont été renouvelés et rénovés. Les plus belles pièces de l'édifice du château furent rendues accessibles au public. Depuis, Corvey est devenu un centre culturel important dans la région de basse-montagne du Weser. Franz-Albrecht Metternich-Sándor a fait don de l'église abbatiale à la paroisse de St. Stéphane et Vit. En 1995, le Tonenburg à Albaxen, qui servait autrefois de retraite aux abbés de Corvey, fut vendu. Après le décès de Franz Albrecht en 2009, son fils, Viktor Metternich-Sándor, a repris la direction de Corvey. Il est le premier héritier des ducs de Ratibor à résider en permanence à Corvey.
À Corvey se trouve la tombe du poète Hoffmann von Fallersleben (1798-1874), qui y fut bibliothécaire de la bibliothèque princière du duc de Ratibor et prince de Corvey, laquelle compte environ 74 000 volumes.

### Vestiges de la ville de Corvey
On peut voir près de l'abbaye des vestiges de la ville de Corvey qui fut fondée par les abbés autour de la fondation de Niggenkerken dépendant de Corvey pour faire concurrence à Höxter. La colonie déclina peu à peu après une attaque de l'évêque de Paderborn et des habitants de Höxter en 1267 et fut définitivement abandonnée au XVIe siècle. Également à proximité directe de l'abbaye se trouvent les ruines de la prévôté dépendante de Roden.